# Fenerbahçe Spor Kulübü 2020-2021 (pallacanestro maschile)
Questa voce raccoglie le informazioni riguardanti il Fenerbahçe Spor Kulübü nelle competizioni ufficiali della stagione 2020-2021.

## Stagione
La stagione 2020-2021 del Fenerbahçe è la 55ª nel massimo campionato turco di pallacanestro, la Basketbol Süper Ligi.

## Roster
Aggiornato al 14 luglio 2020.
| Fenerbahçe Beko 2020-21 | Fenerbahçe Beko 2020-21 |
| Giocatori               | Staff tecnico           |
| ----------------------- | ----------------------- |

| N. | Naz.                                                 | Ruolo | Nome                 | Anno | Alt.   | Peso   |  |
| -- | ---------------------------------------------------- | ----- | -------------------- | ---- | ------ | ------ |  |
| 2  | Trinidad e Tobago (bandiera)                         | C     | Johnny Hamilton      | 1994 | 213 cm | 104 kg |  |
| 4  | Stati Uniti (bandiera)                               | PG    | Lorenzo Brown        | 1990 | 196 cm | 89 kg  |  |
| 5  | Stati Uniti (bandiera) · Messico (bandiera)          | P     | Alex Pérez           | 1993 | 193 cm | 82 kg  |  |
| 8  | Serbia (bandiera)                                    | G     | Marko Gudurić        | 1995 | 198 cm | 91 kg  |  |
| 9  | Francia (bandiera)                                   | P     | Léo Westermann       | 1992 | 198 cm | 90 kg  |  |
| 10 | Turchia (bandiera)                                   | G     | Melih Mahmutoğlu (C) | 1990 | 191 cm | 85 kg  |  |
| 11 | Stati Uniti (bandiera)                               | C     | Kyle O'Quinn         | 1990 | 206 cm | 113 kg |  |
| 13 | Bosnia ed Erzegovina (bandiera) · Turchia (bandiera) | AP    | Tarik Biberović      | 2001 | 201 cm | 100 kg |  |
| 17 | Turchia (bandiera)                                   | AC    | Yiğit Onan           | 2002 | 207 cm | 98 kg  |  |
| 19 | Francia (bandiera)                                   | PG    | Nando de Colo        | 1987 | 196 cm | 91 kg  |  |
| 21 | Canada (bandiera)                                    | A     | Dyshawn Pierre       | 1993 | 198 cm | 104 kg |  |
| 22 | Germania (bandiera)                                  | AC    | Danilo Barthel       | 1991 | 208 cm | 109 kg |  |
| 24 | Rep. Ceca (bandiera)                                 | AC    | Jan Veselý           | 1990 | 213 cm | 109 kg |  |
| 25 | Kosovo (bandiera) · Turchia (bandiera)               | P     | Kenan Sipahi         | 1995 | 197 cm | 88 kg  |  |
| 31 | Stati Uniti (bandiera)                               | AP    | Jarell Eddie         | 1991 | 201 cm | 99 kg  |  |
| 32 | Turchia (bandiera)                                   | C     | Berkay Candan        | 1993 | 205 cm | 101 kg |  |
| 35 | Stati Uniti (bandiera) · Turchia (bandiera)          | P     | Ali Muhammed         | 1983 | 178 cm | 73 kg  |  |
| 44 | Giordania (bandiera) · Turchia (bandiera)            | C     | Ahmet Düverioğlu     | 1993 | 209 cm | 121 kg |  |
| 92 | Lituania (bandiera)                                  | AP    | Edgaras Ulanovas     | 1992 | 199 cm | 99 kg  |  |

| Allenatore                                                                                                 |
| - Igor Kokoškov                                                                                            |
| Assistente/i                                                                                               |
| - Erdem Can - Berkay Oğuz - Radovan Trifunovič Legenda - (C) Capitano - (IN) Inattivo - Infortunato Roster |

## Mercato

### Sessione estiva
| Acquisti | Acquisti         | Acquisti        | Acquisti   | Acquisti |
| R.a      | Nome             | da              | Modalità   |          |
| -------- | ---------------- | --------------- | ---------- | -------- |
| A        | Dyshawn Pierre   | Dinamo Sassari  | svincolato |          |
| AP       | Edgaras Ulanovas | Žalgiris Kaunas | svincolato |          |
| C        | Johnny Hamilton  | Darüşşafaka     | svincolato |          |
| AC       | Danilo Barthel   | Bayern Monaco   | svincolato |          |
| PG       | Lorenzo Brown    | Stella Rossa    | svincolato |          |
| AP       | Jarell Eddie     | Murcia          | svincolato |          |
| P        | Kenan Sipahi     | Real Betis      | svincolato |          |

| Cessioni | Cessioni          | Cessioni        | Cessioni       | Cessioni |
| R.       | Nome              | a               | Modalità       |          |
| -------- | ----------------- | --------------- | -------------- | -------- |
| AP       | Egehan Arna       | Beşiktaş        | fine contratto |          |
| AG       | Derrick Williams  | Valencia        | fine contratto |          |
| C        | Joffrey Lauvergne | Žalgiris Kaunas | fine contratto |          |
| AP       | Luigi Datome      | Olimpia Milano  | rescissione    |          |
| AP       | Nikola Kalinić    | Valencia        | fine contratto |          |
| P        | Kōstas Sloukas    | Olympiakos      | rescissione    |          |
| A        | Malcolm Thomas    | Bayern Monaco   | fine contratto |          |
| AP       | Ergi Tırpancı     | Ormanspor       | prestito       |          |
| AP       | James Nunnally    | Free agent      | fine contratto |          |
| G        | Ekrem Sancaklı    | Afyon Belediye  | prestito       |          |
| AG       | İsmail Karabilen  | Afyon Belediye  | prestito       |          |

### Dopo l'inizio della stagione
| Acquisti | Acquisti      | Acquisti          | Acquisti         | Acquisti   |
| R.       | Nome          | da                | Data             | Modalità   |
| -------- | ------------- | ----------------- | ---------------- | ---------- |
| P        | Alex Pérez    | Bahçeşehir Koleji | 20 novembre 2020 | svincolato |
| G        | Marko Gudurić | Memphis Grizzlies | 18 dicembre 2020 | svincolato |
| C        | Kyle O'Quinn  | Free agent        | 20 gennaio 2021  | svincolato |

| Cessioni | Cessioni        | Cessioni   | Cessioni         | Cessioni    |
| R.       | Nome            | a          | Data             | Modalità    |
| -------- | --------------- | ---------- | ---------------- | ----------- |
| P        | Léo Westermann  | Barcellona | 22 dicembre 2020 | rescissione |
| C        | Johnny Hamilton | Mornar Bar | 24 gennaio 2021  | prestito    |